# Phia Ménard
Phia Ménard (Nantes, 11 februari 1971) is een Franse artieste die zich bezighoudt met jongleren, performancekunst, choreografie en regisseren. Door haar transitie van man naar vrouw veranderde ze "van een jongleur als circusartiest in een performancekunstenares met een boodschap".

## Biografie
Ménard werd geboren in Nantes, op 11 februari 1971, en heeft aanvankelijk de naam Philippe Ménard. De voorstelling Extraballe van jongleur Jérôme Thomas (1990) maakt zo veel indruk op haar, dat ze ook wil leren jongleren. Vervolgens volgt ze cursussen jongleren, naast hedendaagse dans, mime en acteren. In 1994 gaat ze in de leer bij Thomas en in 1995 sluit ze zich aan bij diens gezelschap, waarmee ze in datzelfde jaar de voorstelling Hic Hoc maakt. In 1997 gaat ze ook in de leer bij danser en choreograaf Hervé Diasnas, bij diens opleiding Présence Mobilité Danse. Over Thomas en Diasnas verklaart ze later dat die haar "hebben leren lopen".
In 1998 richt Ménard met Claire Massonnet het gezelschap Compagnie Non Nova op. De leuze van dit gezelschap luidt: "Nous n'inventons rien, nous le voyons différemment: Non nova, sed nove." ("Wij verzinnen niets, wij zien het anders: niet met nieuwe dingen, maar op een nieuwe manier.") Hun eerste productie is Le Grain (1998), met muzikant Guillaume Hazebrouck.
In 2001 maakt ze de solovoorstelling Ascenseur, fantasmagorie pour élever les gens et les fardeaux. De lift in kwestie voert Ménard "naar het dak van de beroemdheid waar de grootste jongleurs wonen".
In 2008 begint ze aan haar transitie van man naar vrouw en gaat ze door het leven als Phia Ménard. Ze werkt vanaf dan volgens het I.C.E.-creatieproces (Injonglabilité Complémentaire des Éléments, de "Complementaire Onjongleerbaarheid van de Elementen”), waarbij ze onderzoekt hoe ijs, water en lucht invloed hebben op het menselijk gedrag. In datzelfde jaar creëert ze P.P.P. (Position parallèle au plancher), het eerste stuk van de cyclus Pièces de Glace. Met deze voorstelling presenteert ze ijs als "haar artistieke identiteitskaart. Een symbool ook van metamorfose".
Op uitnodiging van het Festival van Avignon creëert ze in 2010 de voorstelling Black Monodie met de dichter Anne-James Chaton. Deze voorstelling is deel 2 van de Pièces de Glace-cyclus.
In 2011 maakt ze met filosoof Paul B. Preciado In the Mood, een workshop over genderkwesties, voor CIFAS (Centre International de Formation des Arts du Spectacle) in Brussel.
In januari 2014 wordt ze geridderd als Chevalier de l’Ordre des Arts et des Lettres door Aurélie Filippetti, de Franse minister van Cultuur en Communicatie.
Met muziek van Jean-Philippe Rameau maakt ze Et in Arcadia Ego (2017) in de Opéra Comique in Parijs. Christophe Rousset en Eric Reinhardt schrijven het libretto.
Saison Sèche gaat in 2018 in première op het Festival van Avignon, een stuk over geweld tegen vrouwen en de geboden en verboden rond gender. In 2019 is deze voorstelling te zien in het Chassé Theater in Breda en in 2020 in De Singel in Antwerpen.
Het Parijse theater Bouffes du Nord kondigt in maart 2020 aan dat ze een vertoning van Maison Mère moeten afgelasten omdat ze samenvalt met een performance van rapper Kanye West. De organisatie verklaart dat het moeilijk is om die twee voorstellingen te combineren, maar Ménard sprak in een post op Facebook over "minachting voor artiesten en het publiek" en hekelt "de privatisering van het theater ten behoeve van ... het geld van pro-Trump-zanger Kanye West".
La Trilogie des Contes Immoraux (pour Europe) gaat in première op 19 juli 2021 tijdens het Festival van Avignon. Deze trilogie omvat drie voorstellingen: Maison Mère, Temple Père en La Rencontre Interdite. Elk deel is opgebouwd rond een architecturale ruimte, een pantheon, een toren en een sarcofaag, en toont een apocalyptisch universum van ruïnes, verwoesting en instortende politieke systemen.
In 2022 regisseert ze Les Enfants Terribles, een bewerking van de opera die Philip Glass maakte naar het boek van Jean Cocteau, in l'Opéra de Rennes. Deze voorstelling wordt ook in het Théâtre National Wallonie-Bruxelles en het Kaaitheater in Brussel vertoond.
In september 2023 gaat de voorstelling Art.13 in première op de Biennale de Lyon. Deze voorstelling is het eerste deel van een nieuwe cyclus: Le cycle des jardins et des ruines.
Ménard is artist in residence bij het Théâtre National de Bretagne in Rennes en de Espace Malraux scène nationale Chambéry Savoie.

## Voorstellingen
- 1998: Le Grain
- 2001: Ascenseur, fantasmagorie pour élever les gens et les fardeaux
- 2002: Le Grand Bazar
- 2003: Zapptime, rêve éveillé d'un zappeur
- 2004: Jongleur pas confondre
- 2007: Doggy Bagg
- 2008: P.P.P. (Position parallèle au plancher)
- 2010: Black Monodie
- 2011: Vortex
- 2011: L'Après-midi d'un foehn
- 2015: Belle d'hier
- 2017: Les Os noirs
- 2017: Les Contes immoraux - partie 1: Maison Mère
- 2018: Saison Sèche
- 2021: La Trilogie des Contes immoraux (pour Europe)
- 2022: Les Enfants terribles
- 2023: Art. 13

## Onderscheidingen
- 2012: "Physical Theatre"-award op het Edinburgh Fringe festival.[29]
- 2014: Chevalier de l’Ordre des Arts et des Lettres.
- 2019: Topor SACD-award voor La vie dans tous les sens.[30][31]